# Benárd-barlang
A Benárd-barlang Magyarország megkülönböztetetten védett barlangjai között van. A Bakony hegységben található. Régészeti leletek kerültek elő belőle. Turista útikalauzokban is szerepel.

## Leírás
Bejárata piros barlang, azaz Ω jelzésű turistaúton közelíthető meg. Nyílása 9 m-rel a völgy talpa felett van, egy néhány m magas, 15 m széles sziklakibúvás alján. Felső triász fődolomitban keletkezett. Leél-Őssy Sándor leírása szerint tektonikus hasadék mentén a fődolomit aprózódása következtében alakult ki. Denevérek is megpihennek járataiban. Utcai ruhában járható, bejárásához világítóeszköz ajánlott.
1937-ben volt először Benárd-barlangnak nevezve a barlang irodalmában. A Benárd-barlang nevet Szecsődy Gy. József adta a barlangnak. Benárd Ágost neve volt az alapja a barlang nevének. Előfordul a barlang az irodalmában Benard-barlang (Kolláth 1993), Bernád-barlang (Eszterhás 1984), Bénárd-barlang (Bertalan, Schőnviszky 1973–1974), Sobri Jóska barlangja (Bertalan 1938), Sobri Jóska-barlangja (Bertalan 1976), Sobri Jóska buvóhelye (Bertalan, Schőnviszky 1973–1974), Zsiványlik (Darnay-Dornyay 1957) és Zsivány-lik (Eszterhás 1984) neveken is.

## Kutatástörténet
A helyi lakosok egyik részének régi elmondása szerint Sobri Jóska búvóhelye, míg másik részük szerint az ősember lakóhelye volt. Benárd Ágost, a terület birtokosa hívta meg Szecsődy Gy. Józsefet, hogy vizsgálja át a barlangot. 1937 tavaszán Szecsődy Gy. József megvizsgálta, lefényképezte, klimatológiai méréseket és ásatást végzett a barlangban, melynek során egy karcos kőedénytöredéket és több más agyagedényt talált. A barlang belső részeinek nagyon kormos falai alapján feltételezte, hogy sokáig laktak benne. Az ásatás előtt csak hason csúszva lehetett a barlangbejáraton átjutni.
A Turisták Lapja 1938. évi évfolyamában publikálva lett, hogy a Nyirád melletti Dabos-pusztánál lévő egyik karsztos dolomithegy oldalában, 317 m tengerszint feletti magasságban keletkezett a kis Benárd-barlang. A barlang a főfolyosón kívül egy emeletes tornácból és két mellékágból áll. Történelemelőtti edénytöredékeket talált a barlang talajában a feltáró Szecsődy Gy. József. Néhány helyen hófehér kőrózsák díszítik az üreg falait. A publikáció egy irodalmi mű alapján lett írva. Az 1955-ben megjelent, Bakony útikalauz című könyvben részletesen le van írva a barlang.
A Leél-Őssy Sándor által írt, 1959-ben publikált tanulmány szerint alig 6 m hosszú a barlang. Az Agár-tetőnek és környékének egyetlen, kis barlangja a Benárd-barlang, amely Dabos-pusztától ÉK-re, kb. 200 m-re fekszik. A kőfülke jellegű, emeletes barlangnak két szintje van egymás felett. A dolomit aprózódásos lepusztulása hozta létre tektonikus hasadék mentén a barlangot. Ezért nem karsztbarlang. Az 1965. évi Karszt és Barlangban napvilágot látott tanulmány szerint Szőcön, Dabos-pusztán helyezkedik el a barlang. A Szecsődy Gy. József által a barlangban talált leletek valószínűleg őskoriak.
A Bertalan Károly és Schőnviszky László által összeállított, 1976-ban megjelent Magyar barlangtani bibliográfia barlangnévmutatójában meg van említve a Bakonyban, Nyirádon lévő barlang Bénárd-barlang néven Sobri Jóska buvóhelye névváltozattal. A barlangnévmutatóban meg van említve 2 publikáció, amelyek foglalkoznak a barlanggal. Az 1976-ban befejezett, Magyarország barlangleltára című kéziratban az olvasható, hogy a Bakony D-i részén, Szőcön, a Nyirád melletti Dobospusztától ÉK-re kb. 200 m-re található a Benárd-barlang. Karsztos dolina oldalában, 317 m tengerszint feletti magasságban van a barlang bejárata. A 6 m hosszú mállásos kőfülke fődolomitban jött létre. A kézirat barlangra vonatkozó része egy publikáció alapján lett írva.
Az 1984-ben napvilágot látott, Magyarország barlangjai című könyv országos barlanglistájában szerepel a barlang Benárd-barlang néven Sobri Jóska barlangja és Zsiványlik névváltozatokkal. A listához kapcsolódóan látható a Déli-Bakony, a Balaton-felvidék és a Keszthelyi-hegység barlangjainak földrajzi elhelyezkedését bemutató 1:500 000-es méretarányú térképen a barlang földrajzi elhelyezkedése. Az 1984-ben megjelent, Eszterhás István által írt, Lista a Bakony barlangjairól című összeállítás szerint a Déli-Bakonyban, a 4430-as barlangkataszteri tájegységben, Sáskán lévő Bénárd-barlang további nevei Bernád-barlang, Zsivány-lik és Sobri Jóska buvóhelye. A karsztbarlang 6 m hosszú és ismeretlen mélységű.
1988-ban a Bakony Barlangkutató Egyesület tagjai átvizsgálták a barlangot. Ebben az évben Gyurman Csaba, Kalóz Lajos és Major K. (az egyesület tagjai) elkészítették a Benárd-barlang alaprajz térképét, hosszmetszet térképét és keresztmetszet térképét. A térképek 1:50 méretarányban mutatják be a barlangot. Az alaprajz térképen, amelynek használatához a térképlapon fel van tüntetve az É-i irány, megfigyelhető a hosszmetszet és a keresztmetszet elhelyezkedése a barlangban. A felmérés alapján a barlang 15 m hosszú. Az egyesület 1988. évi csoportjelentése szerint a Benárd-barlang egy forrásbarlang. 1990-ben a Bauxit Barlangkutató Csoport felmérte a barlangot.
A Plecotus Barlangkutató Csoport az 1990. évi és 1993. évi barlangfelmérések alapján, 1993-ban elkészítette a Benard-barlang alaprajz térképét, hosszmetszet térképét és 10 keresztmetszet térképét. A térképek, amelyeket Kolláth János rajzolt, 1:100 méretarányban mutatják be a barlangot. Az alaprajz térképen, amelynek használatához a térképlapon fel van tüntetve az É-i irány, megfigyelhető a hosszmetszet és a 10 keresztmetszet elhelyezkedése a barlangban. A Plecotus Barlangkutató Csoport 1993. évi jelentése szerint a barlang 8 m hosszú. A kéziratba bekerültek a barlang 1993-ban rajzolt térképei. A Hazslinszky Tamás által 1999-ben írt kéziratban téves az a megállapítás, hogy Darnay-Dornyay Béla 1957-es útikalauzában csak az egyik névváltozatát említette. A Balatoni Nemzeti Park Igazgatóság működési területén, a Bakony hegységben elhelyezkedő, 4430/14 nyilvántartási számú Benárd-barlang, 2006. február 28-tól, a környezetvédelmi és vízügyi miniszter 8/2006. KvVM utasítása szerint, megkülönböztetett védelmet igénylő barlang. 2008-ban geoláda lett elhelyezve benne.
A Balaton-felvidéki Nemzeti Park Igazgatóság működési területén lévő, 4430-14 kataszteri számú Benárd-barlang, 2012. február 25-től, a vidékfejlesztési miniszter 4/2012. (II. 24.) VM utasítása szerint, megkülönböztetetten védett barlang. A 2013-ban publikált, Varga Gábor által írt tanulmányban a Veszprém megyében lévő Sáskán elhelyezkedő, 23943 lelőhely-azonosítójú és 4430-14 barlangkataszteri számú Benárd-barlang a feltételezett barlangi régészeti lelőhelyek közé van sorolva, azaz az olyan lelőhelyek közé, ahonnan leletek nem kerültek elő, vagy a leletek korhatározása nem történt meg.